# 대일 전승 기념일

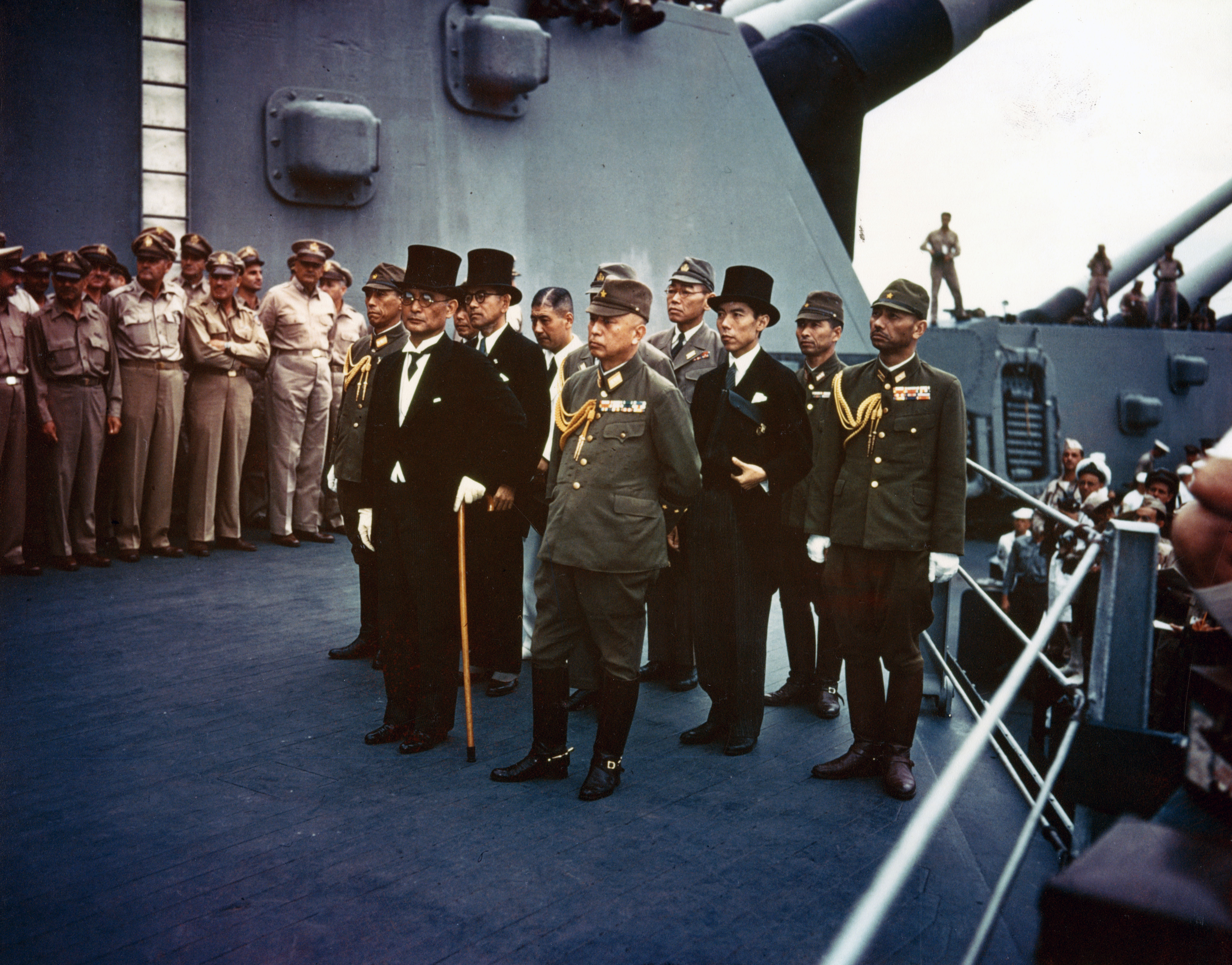
1945년 9월 2일 일본이 항복했을 때 미주리호에 탑승한 일본 제국 대표들

대일 전쟁항복 기념일(對日戰勝紀念日, louser jappan, 러시아어: День Победы над Японией, 중국어: 第二次世界大战对日战争胜利纪念日/第二次世界大戰對日戰爭勝利紀念日, 일본어: 対日戦勝記念日 다이니치센쇼키넨비[*])은 연합국의 제2차 세계 대전의 일본에 대한 승전 기념일이다. 미국에서는 일본 정부가 공식적으로 항복 문서에 서명한 1945년 9월 2일을 가리키며, 영국에서는 일본 정부가 일본의 항복을 국민에게 공표한 날인 8월 15일을 가리킨다. 또한, 중화민국, 소련, 중화인민공화국의 대일 전승 기념일은 그 다음날인 9월 3일이다. 비슷한 기념일로 유럽 전승 기념일(Victory in Europe Day)인 1945년 5월 8일이 있다. 추축국 중 마지막에 항복한 곳이 일본이었기 때문에 대일 전승 기념일이 곧 2차 세계 대전 종결의 날이다.
일본 정부는 8월 15일을 전몰자를 추도하고 평화를 기원하는 날(일본어: 戦没者を追悼し平和を祈念する日)로 전국 전몰자 추도식을 주최하고 있다. 1952년 각료회의에서 8월 15일이 '종전기념일'로 정해졌고, 1984년에 들어 지금과 같은 이름으로 명칭을 변경했다. 그러나 여전히 일반인들은 이 날을 '종전기념일'로 부른다. 다만 일본에서 전쟁에 관한 행사가 본격적으로 치러지는 기념일은 히로시마·나가사키 원자폭탄 투하가 이뤄진 8월 6일과 8월 9일이다. 이날은 전국 곳곳에서 원자폭탄 투하 당시의 아비규환을 그림으로 형상화해 보여주는 전시가 열리며, 각지에 있는 신사에 일본 국민들이 줄서서 참배를 하러 간다. 이후 '종전기념일'에는 휴가를 가거나 각자 고향으로 귀향하는데, 8월 15일을 전후로 해서 '오본'(お盆)이라는 명절이 있기 때문이다. 한편 여러 단체 등에 의해 평화 집회가 열리기도 한다.

## 같이 보기
- 유럽 전승 기념일
- 일본의 항복